# Peacotum

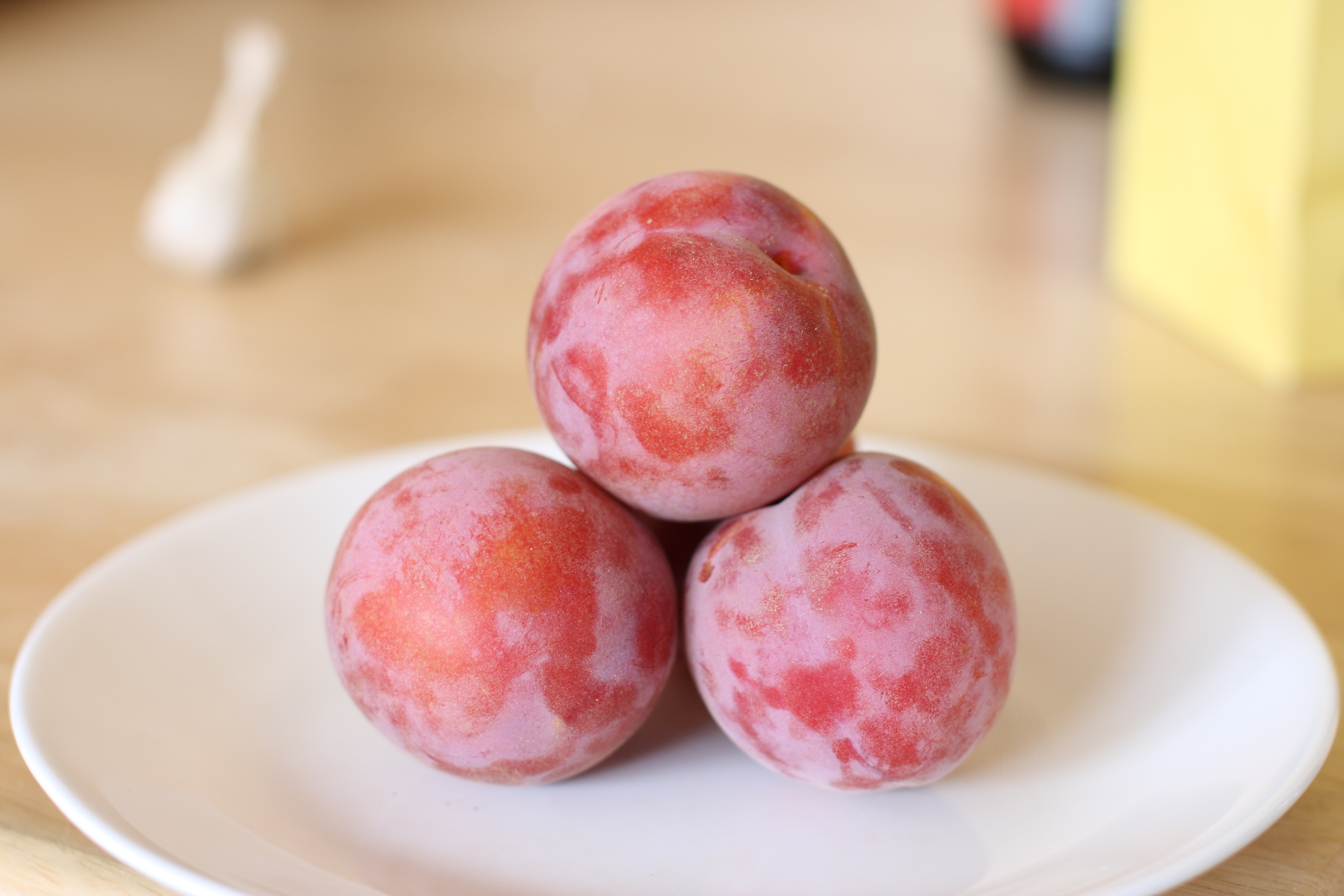
Peacotums

Un peacotum est un hybride de pêche, d'abricot et de prune développé par Zaiger' Genetics, une société qui développe de nouveaux fruits grâce à l'hybridation. Peacotum est une marque déposée par Dave Wilson Nursery Inc. Une demande de marque de commerce pour le nom nectacotum, aux États-unis, pour les variétés dérivées des pêches de type nectarine, a été faite en 2004, mais abandonnée par la suite.